# مصر الجديدة (حي)
مصر الجديدة (أو هيليوبوليس) هي أحد أحياء المنطقة الشرقية في محافظة القاهرة، وأحد مداخل العاصمة وأول من يستقبل القادمين من أنحاء العالم لوجود مطار القاهرة الدولي به وأحد مداخل العاصمة للقادمين من الإسماعيلية والسويس.

## تاريخ

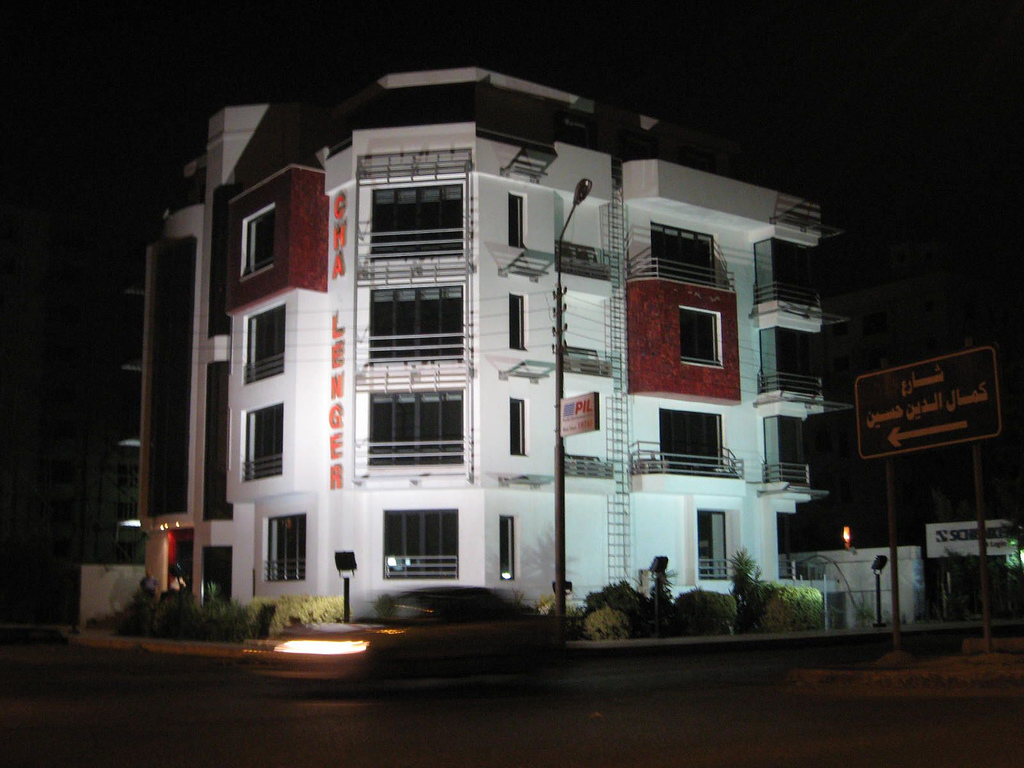

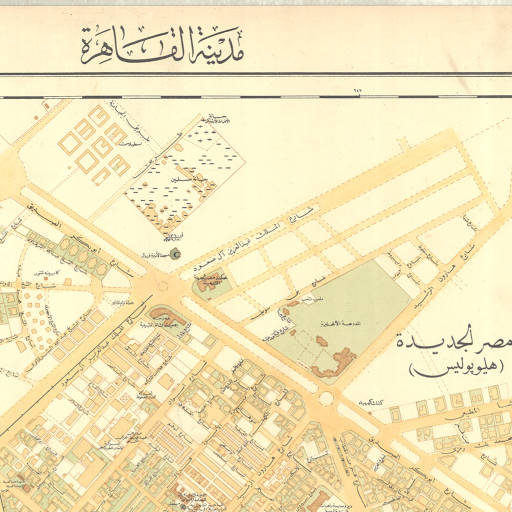
خريطة لحي مصر الجديدة من عام 1951

أسّسه البلجيكي البارون إمبان في عام 1905م تحت إشراف شركة مصر الجديدة للإسكان والتعمير (شركة «سكك حديد مصر الكهربائية وواحات عين شمس» - سابقاً)، وبالحي قصره الشهير (قصر البارون)، وتتميز المنطقة بالمباني الكبيرة، وبخطوط المترو الذي كان تابعاً لشركة فرنسية قبل تأميم ممتلكات الأجانب في حقبة الستينيات من القرن العشرين، ولذلك يطلق عليه إلى اليوم مترو مصر الجديدة. وقد احتفل في سنة 2006م بمرور 100 عام على تأسيس الحي.

## مناطق

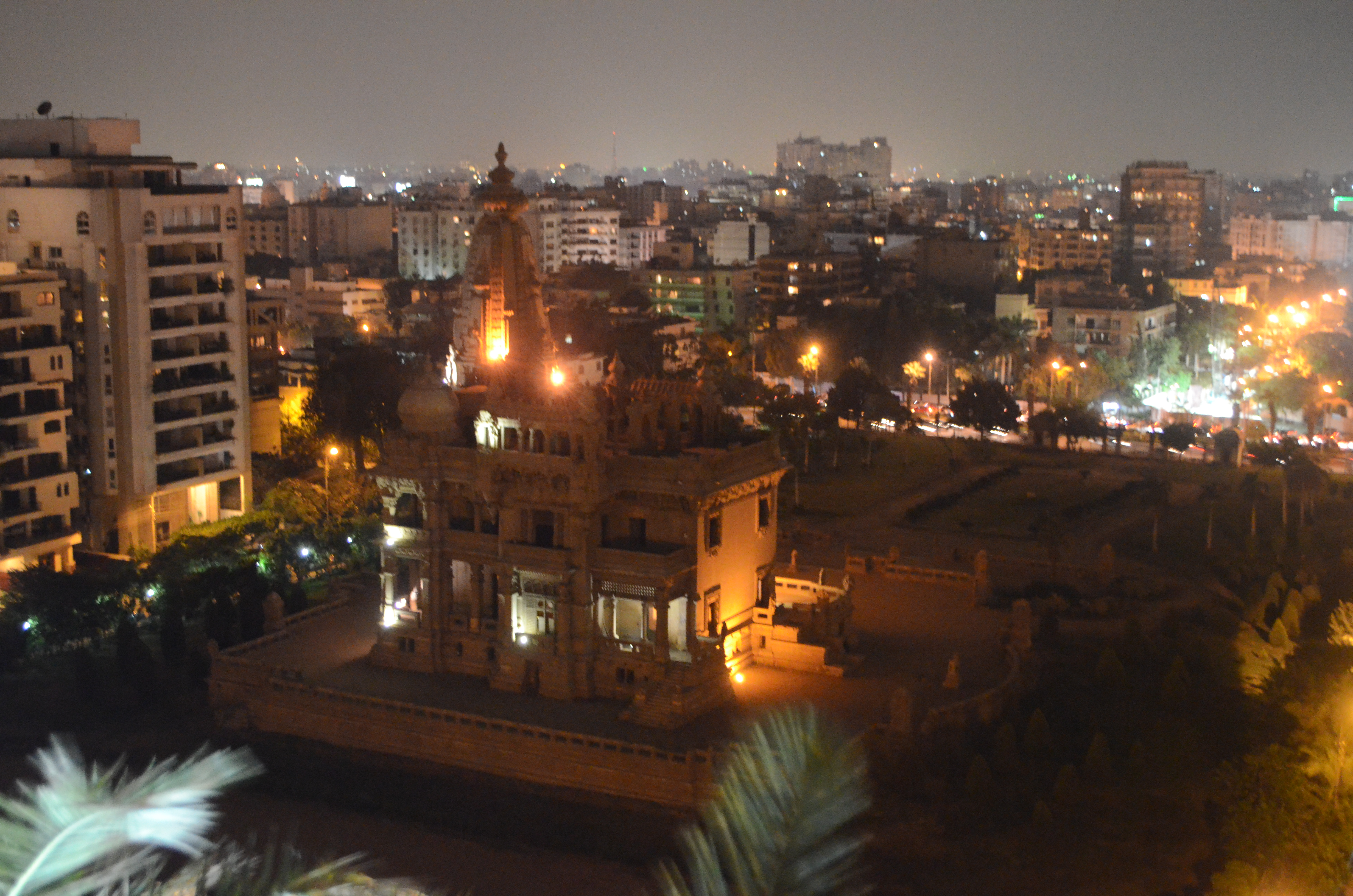
قصر البارون من أعلى ومنظر الأفق المعماري لمصر الجديدة ليلا.

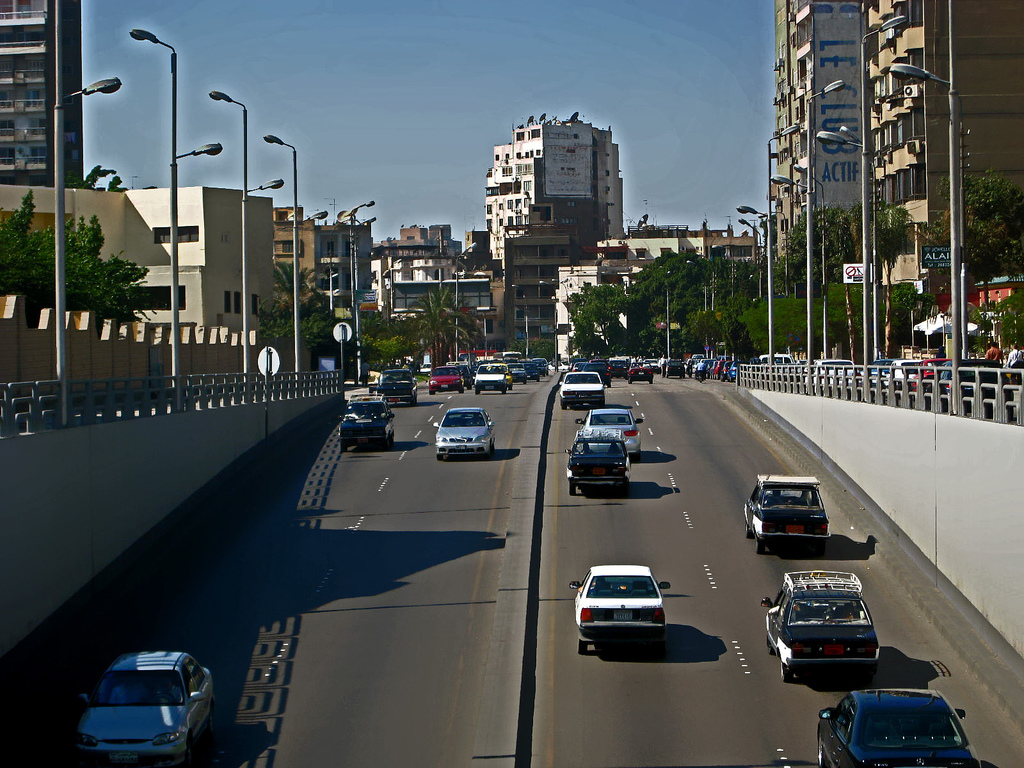
صورة باتجاه ميدان الكوربة

أرض الجولف (تتبع مدينة نصر إداريا ولكن المشهور هو أنها أحد مناطق مصر الجديدة)- تريومف -روكسي - الميريلاند- الخليفة المأمون - سانت فاتيما - شيراتون هيلوبوليس - العروبة - كلية البنات - الكوربة - منشية البكري - ميدان الإسماعيلية - ميدان الحجاز - ميدان المحكمة - ميدان سفير - ميدان صلاح الدين - ميدان هليوبولس - النزهة الجديدة- ألماظة - عبد الهادي بك .

## الحدود
- الحد الشرقي:من شارع الثورة حتى الكيلو 65 طريق القاهرة / السويس الصحراوي.
- الحد الغربي:شارع جسر السويس ( الأرقام الفردية حتى رقم 121)
- الحد الشمالي: شارع أبو بكر الصديق حتى ميدان التجنيد يميناً ويساراً والعقارات التي تفتح على أبو بكر الصديق ولاتتبعه.
- الحد الجنوبي: من كوبري القبة وشارع إسماعيل الفنجرى باتجاهيه.

## معالم

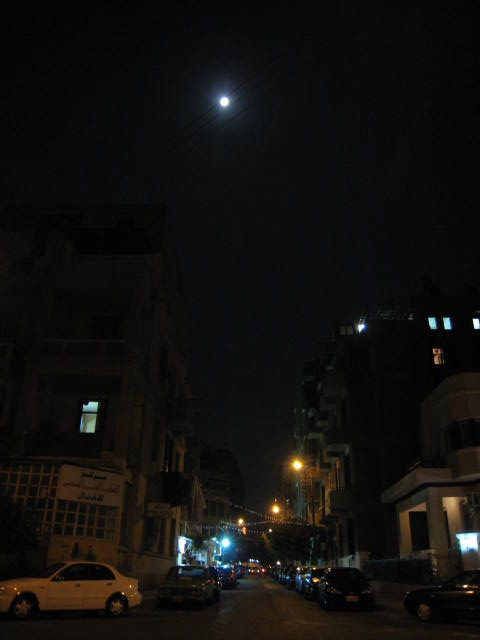

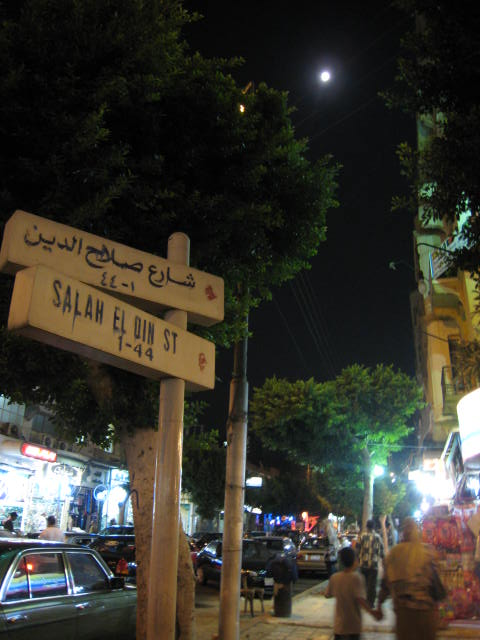

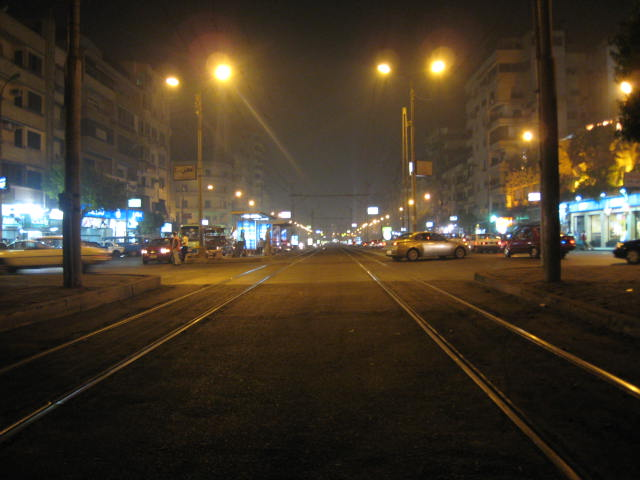
ترام مصر الجديدة

حديقة الغابة - حديقة الميريلاند - قصر البارون إمبان - قصر العروبة - قصر رئاسة الجمهورية بمصر الجديدة - قيادة القوات الجوية المصرية
القيادة المشتركة - الكلية الحربية - مطار القاهرة الدولي - المعبد اليهودي بالكوربة - محكمة مصر الجديدة - مكتبة مصر الجديدة - ملاهي السندباد - شارع إبراهيم اللقاني التجاري ومنظقة روكسي - شارع السباق-حديقة ابن سندر- ميدان تريومف - ميدان هليوبوليس - ميدان الجامع - ميدان المحكمة - ميدان الحجاز - ميدان سانت فاطيمة - ميدان سفير - ميدان الإسماعيلية .

### نوادي
جمعية أصدقاء السائح - دار البنك الأهلي - دار الدفاع الجوي - مركز شباب العروبة - نادي الشمس- نادي الطيران الرياضي - نادي الغابة - نادي النصر - نادي هليوبوليس - نادي هوليليدو

### سينمات
بالاس - الحرية مول - الحمراء - روكسي - السلام كونكورد - غرناطة - فلوريدا - ميريلاند الصيفي - نورماندي الشتوي - نورماندي الصيفي - هليوبوليس

### مساجد
أبو بكر الصديق (الشيراتون) - الإمام الحسن - الثورة (شارع الثورة) - الخلفاء الراشدين (شارع السباق) - الشهيد جمال الدين عبد الخالق عامر - عثمان بن عفان - عمر بن عبد العزيز - الفتح - قطز قاهر التتار (تريومف) - هارون الرشيد - يوسف الصحابي (ميدان الحجاز)- السيدة حفصة (أرض الجولف)

### كنائس

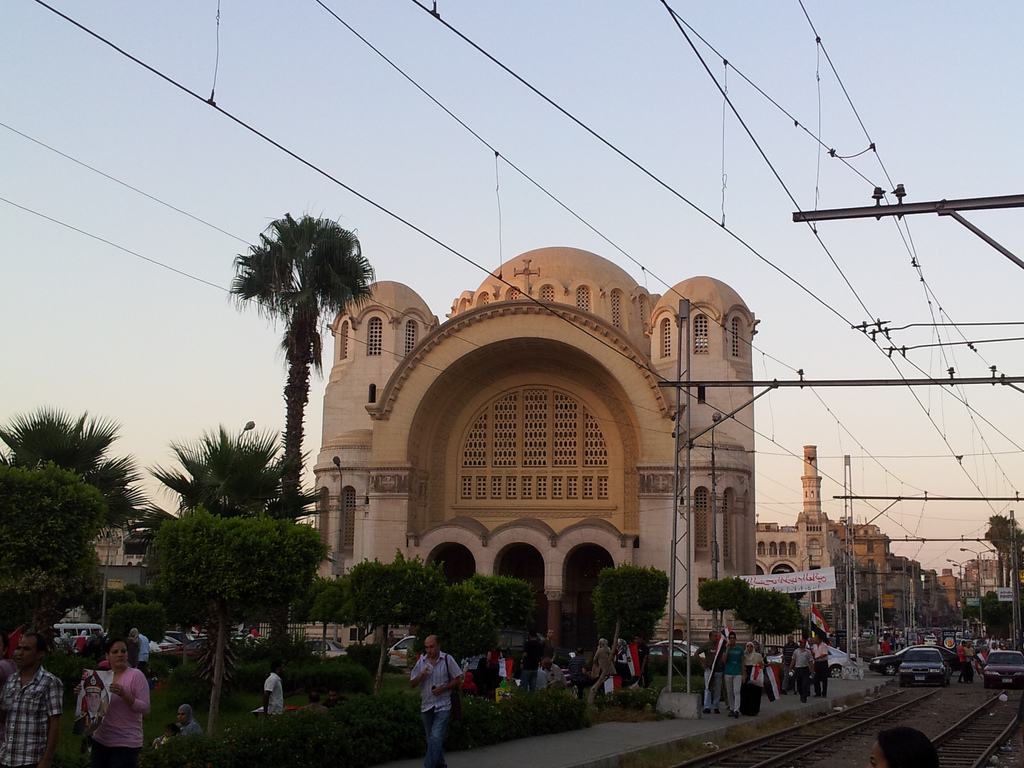
الكاتدرائية الكاثوليكية

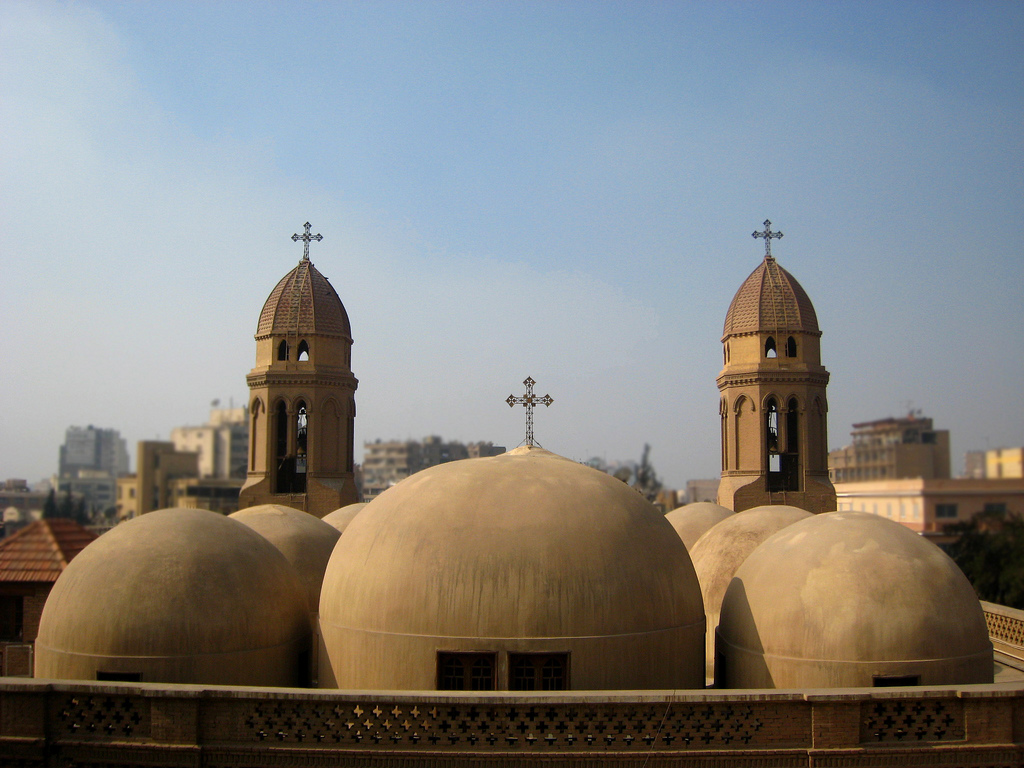
كنيسة مارمرقس

الإنجيلية بمصر الجديدة - البازليك (مدفون بها البارون إمبان) - سانت فاتيما (وبها بطريركية الكلدان الكاثوليك) - الشهيد العظيم مار جرجس والأنبا إبرام _ هليوبوليس - العذراء مريم أرض الجولف - مارمرقس بشارع كليوباترا - مطرانية سان كليرز للكاثوليك - الملاك ميخائيل الشيراتون - العذراء النزهة الجديدة- الأنبا أنطونيوس والملاك ميخائيل.

### مدارس
البطريركية ( الفرير سابقاً)
راهبات الدليفراند - سان جورج - سانت فاطيما لغات - شيراتون هليوبوليس - النزهة للغات - سان بيتر- طبري الحجاز الثانوية بنين - العائلة المقدسة - عمار بن ياسر الإعدادية بنين - مدرسة النصر للغات - الزهرات الرسمية للغات -القديس يوسف - ليسيه الحرية - ممفيس الأمريكية - مينيس الدولية - نوتردام - يوسف السباعي الثانوية بنات - يوسف السباعي التجريبية - عبد العزيز آل سعود التجريبية - أبو زهرة الإسلامية - الفاروق الإسلامية - مصر الجديدة الثانوية العسكرية- الأرمن الكاثوليك مصر الجديدة الإعدادية بنات الطبري الثانوية بنين بروكسي- الخليفة المأمون الثانوية بنين - مدرسة القبة الثانوية العسكرية بنين _ الخليفة المأمون الثانويه بنات- السيدة عائشه-السيدة خديجة

### قصور
إبراهيم باشا عبد الهادي - قصر البارون إمبان - آل لملوم - باغوص باشا نوبار - دائرة أدهم باشا - قصر السلطانة ملك - الفريد بك شماس .

### فنادق
انتركونتيننتال هليوبولس - فيرمونت هليوبوليس - فيرمونت تاورز - ايجيبتيل - البارون - بيروت - الحرية - رويال كرون - كونكورد السلام - سونستا - سيزار بالاس - ميريديان هليوبوليس - هليوبارك- راديسون بلو

### مستشفيات
مستشفى الجلاء العسكري للعائلات - الحياة - مستشفى القاهرة التخصصي (خاص) - الميرغني - مستشفى النزهة الدولي (خاص) - مستشفى هليوبوليس (وزارة الصحة) - مستشفى كليوباترة (خاص) مستشفى فلسطين (خاص) - مستشفى كوينز.

### كافيهات
جروبي - الامفتريون - بالميرا - ستاربكس - كوستا كوفي - هاريس، مطعم بول .

## أعلام

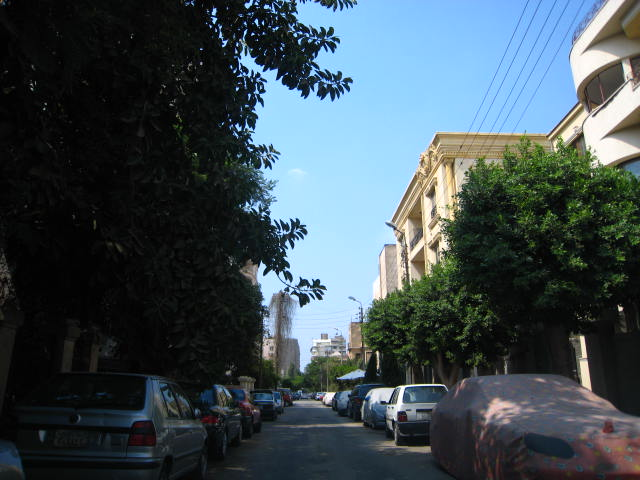
شارع منوف

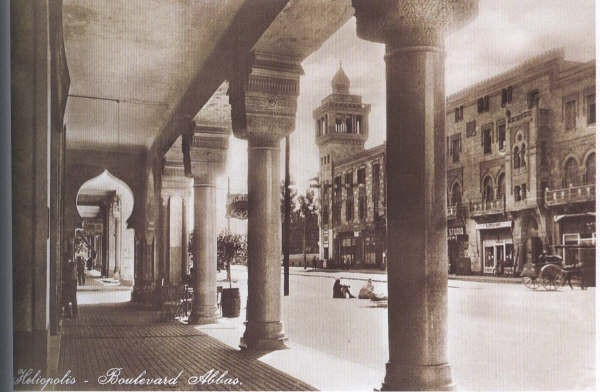

| - عبدالله الشريف (مهندس معماري متميز) - أحمد أبو الغيط (وزير الخارجية المصري سابقا) - أحمد بدوي (القائد العام للقوات المسلحة المصرية وزير الدفاع والإنتاج الحربي سابقا) - محمد كامل صديق ( محافظ الجيزة الأسبق ) أحمد رشدي (وزير الداخلية السابق) - أسامة عباس (ممثل مصري) - البارون إمبان (مؤسس الحي) - إلهام شاهين (ممثلة مصرية) - أمين الخولي (كاتب ومفكر مصري) - أمين هويدي (وزير الحربية ورئيس المخابرات العامة المصرية سابقا) - إنجي شرف (ممثلة مصرية) - أنطوان بوللي (من رجال الملك فاروق) - إيناس جوهر (رئيسة الإذاعة المصرية) - بنت الشاطئ (كاتبة ومفكرة مصرية) - جمال عبد الناصر (رئيس جمهورية سابق) - حاتم ذو الفقار (ممثل مصري) - حسن الألفي (وزير داخلية مصري سابقا) - حسن يوسف (ممثل مصري) - رشدي أباظة (ممثل مصري) - زيزي مصطفى (ممثلة مصرية) - سامي شرف (سكرتير عبد الناصر للمعلومات) - سمير ولي الدين (ممثل مصري) - شعراوي جمعة (وزير داخلية مصر سابقا) - شمس البارودي (ممثلة مصرية) - صفاء جلال (ممثلة مصرية) - صفوت الشريف (رئيس مجلس الشورى المصري سابقا) | - صلاح نصر (رئيس المخابرات العامة المصرية سابقا) - صنع الله ابرهيم (كاتب) - عامر منيب (مطرب) - عباس محمود العقاد (كاتب وأديب ومفكر مصري) - عبد المنعم مدبولي (ممثل مصري) - عبير صبري (ممثلة مصرية) - علاء ولي الدين (ممثل مصري) - عمر المحيشي (معارض ليبي) - كمال الجنزوري (رئيس وزراء مصر - كمال حسن علي (رئيس جهاز المخابرات العامة سابقاً - وزير الدفاع سابقاً - رئيس وزراء مصر سابقا - وزير الخارجية المصري سابقاً) - ليلى علوي (ممثلة مصرية) - ماجد صلاح الدين (كاتب مصري) - محمد حسني مبارك (رئيس جمهورية مصر العربية السابق) - محمد صادق (القائد العام للقوات المسلحة المصرية وزير الدفاع والإنتاج الحربي سابقا) - محمد عبد الحميد بدوي (وكيل أول وزارة التأمينات الاجتماعية وعضو مجلس محلي مصر الجديدة والخبير القانوني والمثمن القضائي) - محمد لطفي جمعة (كاتب ومترجم مصري) - محمود شاكر (عالم لغويات مصري) - مصطفى النحاس (رئيس وزراء مصر سابقا) - معتز ولي الدين (منتج فني مصري) - مكرم عبيد (وزير مالية مصري سابق) - نجلاء فتحي (ممثلة مصرية) - هالة العوري (كاتبة فلسطينية) - يسري مصطفى (ممثل مصري) - مريم فخر الدين (ممثلة مصرية) - يوسف فخر الدين (ممثل مصري) - أحمد كمال زكي ( ناقد واديب مصرى) |